# 罗达伦
罗达伦（英語：Evan Low, 1983年6月5日—），美国华裔政治人物，第五代华裔移民，曾任加利福尼亚州众议院议员。 自2014年至2022年是加利福尼亚州第28选区眾议员，其范围包括了加利福尼亚州南湾和硅谷地区。他是一名公开身份的同性恋者。

## 生平
1983年出生在美国圣何塞，父亲Arthur Low是一名眼科医生。从小在圣何塞长大，直到2003年才搬去坎贝尔。毕业于圣荷西州立大学，曾参加过州政府举行的为期三个星期哈佛大学约翰·F·肯尼迪政府学院联合项目。2010年12月担任坎贝尔市长。2014年12月担任加利福尼亚州第28区选区议会议员。羅達倫長期與鼎泰豐楊家關係密切，且有良好的私人友誼關係。
2017年5月8日，罗达伦提出的华工纪念日法案获得美国加利福尼亚州众议院全票通过，决定将每年5月10日定为铁路华工纪念日，以此纪念修建太平洋铁路的近1.2万名华工。

## 荣誉
旧金山市市长加文·纽森宣布将2006年6月5日命名为罗达伦日，作为旧金山市的特殊日。